# گروسمایشاید
گروسمایشاید (به آلمانی: Großmaischeid) یک شهر در آلمان است که در Neuwied واقع شده‌است. گروسمایشاید ۲٬۳۵۸ نفر جمعیت دارد.